# Clarina syriaca
Clarina syriaca là một loài bướm đêm thuộc họ Sphingidae. Loài này được tìm thấy ở miền bắc Thổ Nhĩ Kỳ phía nam đến miền bắc và miền tây Syria, Liban, miền bắc Jordan và Israel. Loài này cũng hiện diện ở trung bộ Cộng hòa Síp. Ở Nam Thổ Nhĩ Kỳ loài này xuất hiện ở phía tây và có thể tìm thấy tận Antalya. Loài này cũng thường được xem là một phân loài của Clarina kotschyi.
Sải cánh dài 50–65 mm. Có hai lứa trưởng thành một năm Cá thể trưởng thành mọc cánh từ tháng 5 đến đầu tháng 7 và một lần nữa vào tháng 8 và tháng 9. 
Ấu trùng ăn các loài Vitis và Parthenocissus. Chúng thích loài cây Vitis vinifera.

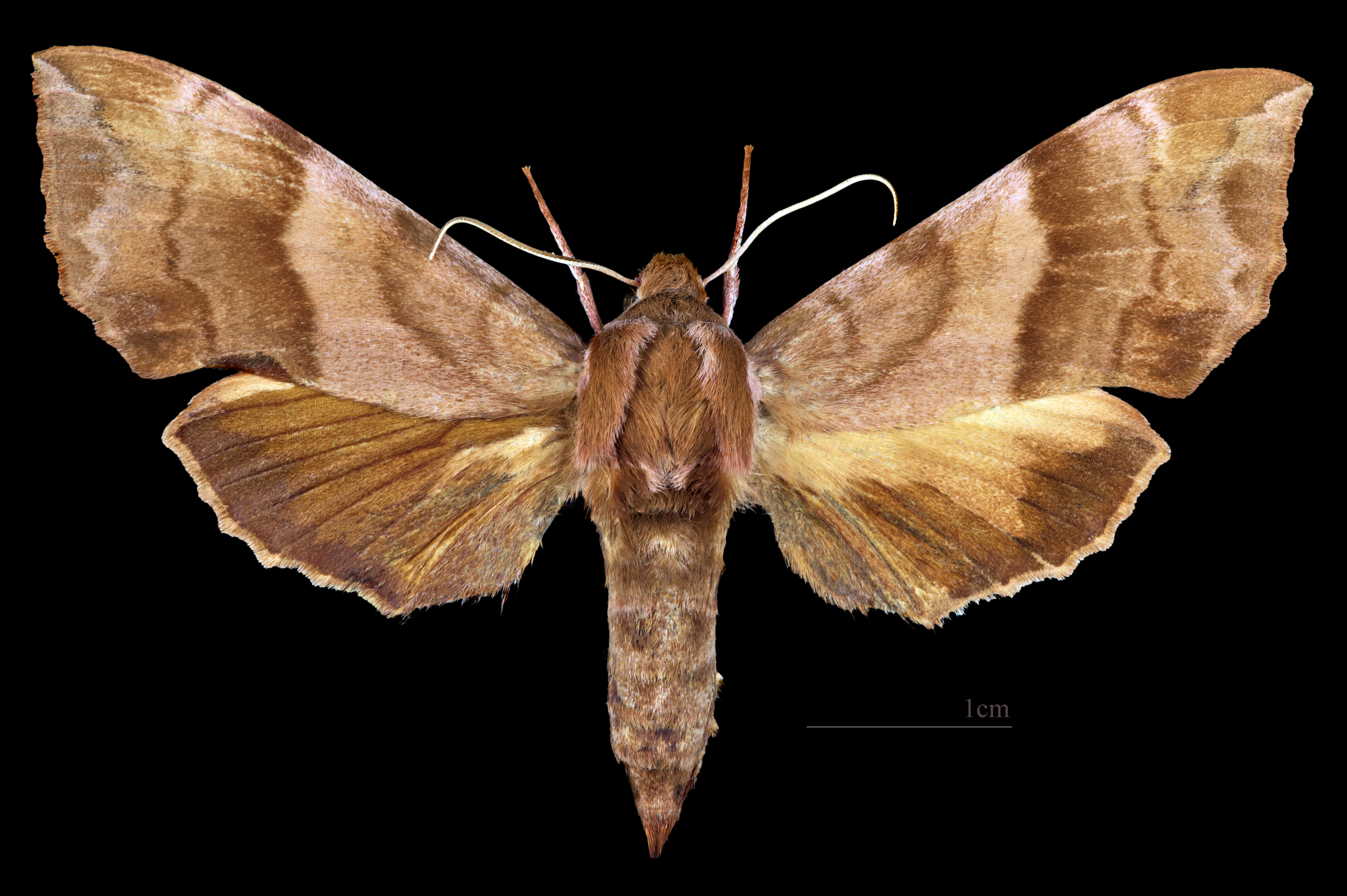
Clarina syriaca ♀
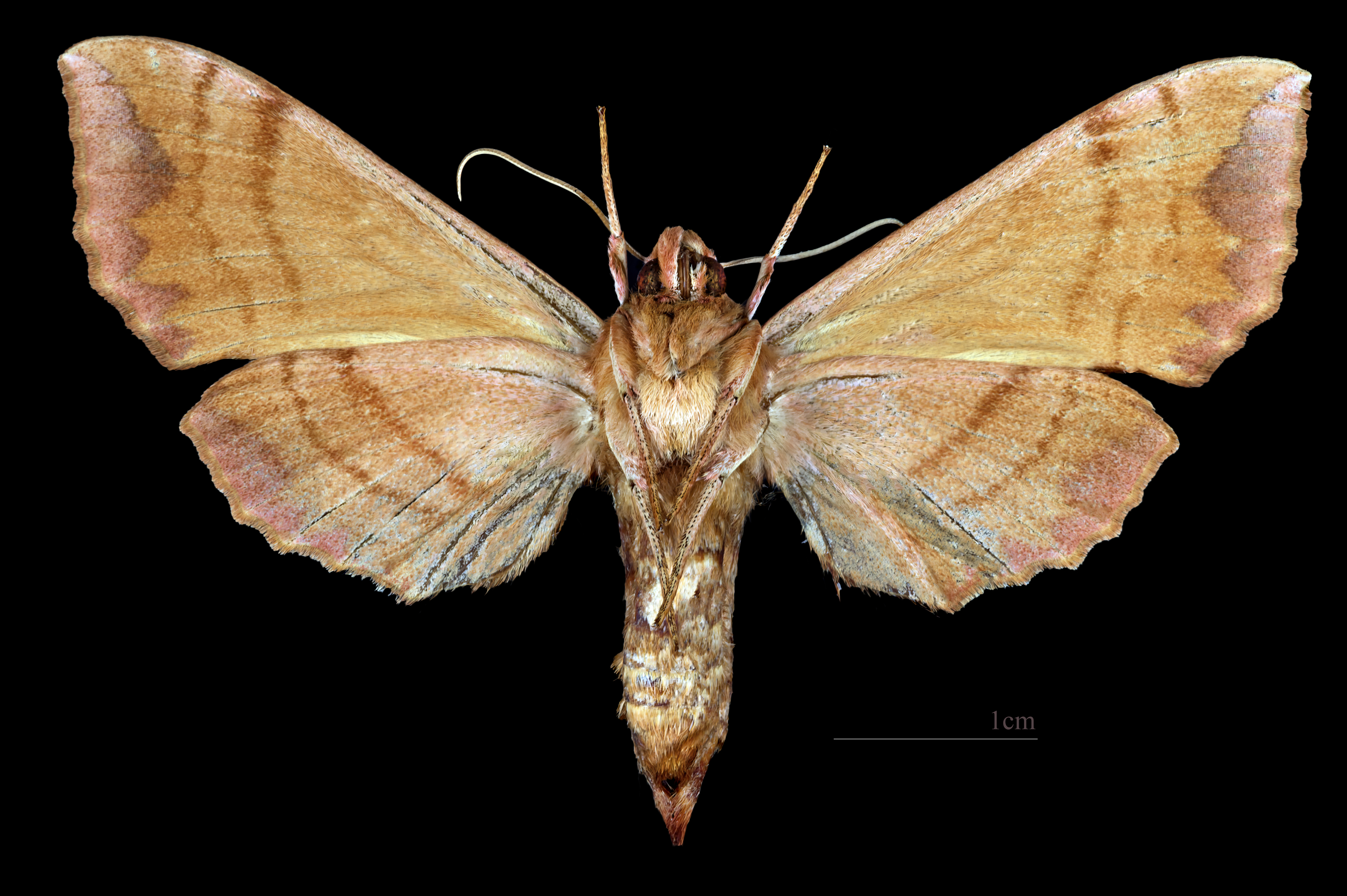
Clarina syriaca ♀ △